# Chór Eryana

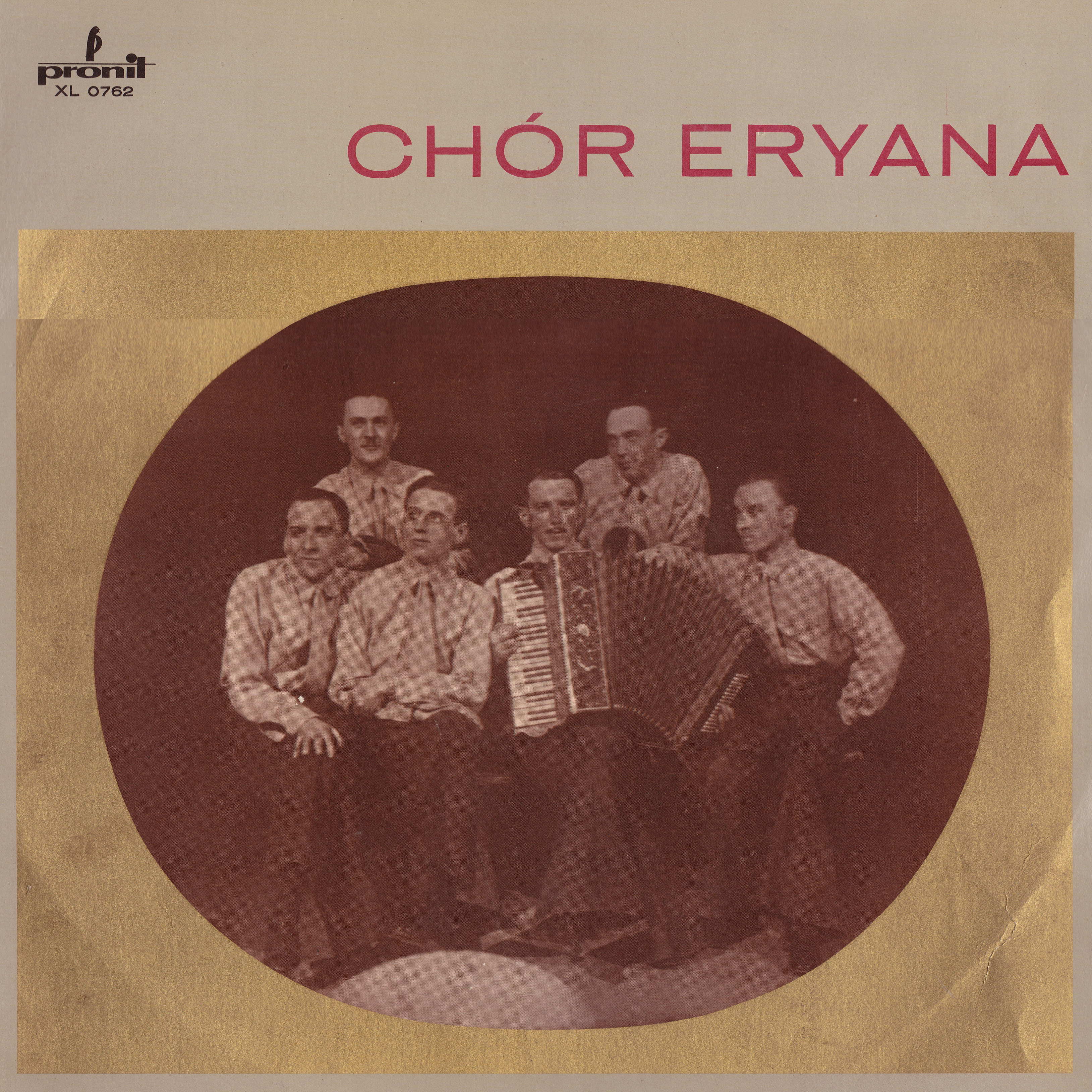
Okładka wydanej w latach 70. przez Pronit płyty długogrającej z największymi przebojami lwowskiego zespołu rewelersów „Chór Eryana”.

Chór Eryana – polski męski zespół wokalny utworzony w 1930 roku przez Jana Ernsta (ps. „Eryan”, kompozytor, pianista, aranżer).

## 1930–1937
W skład zespołu weszli wokaliści: Adam Lach, Sławomir Neczypór, Bolesław Szatański oraz Mieczysław Ziołowski. Pierwszy występ miał miejsce 5 lutego 1931 we lwowskim Teatrze Nowości podczas rewii akademickiego teatrzyku Nasze Oczko. Rok później zespół dokonał pierwszego nagrania, a następnie prowadził ożywioną działalność koncertową (ok. 1000 występów). Wziął też udział w wielu audycjach radiowych (ok. 250), m.in. w Wesołej Lwowskiej Fali.
W 1937 zespół zawiesił działalność. Przyczyną była kariera naukowa założyciela chóru, a potem II wojna światowa.

## Po 1945
Zespół wznowił działalność po wojnie w 1945 w Łodzi. W skład chóru weszli: Roman Dąbrowski, Anatol Kobyliński, Bolesław Niemyski, Kazimierz Szubka. Wokalistom patronował oczywiście Jan Ernst. W 1946 przeniósł się do Warszawy i występował w składzie Roman Dąbrowski, Jerzy Jagielski, Leonard Jakubowski, Henryk Rawski i Jan Ernst.
Tym razem była to już działalność profesjonalna. Zespół dał ponad 2200 koncertów (w Polsce i za granicą), wystąpił w wielu audycjach w radiu, a także nagrał 38 piosenek. Wystąpił także w eksperymentalnym, pierwszym programie TVP wyemitowanym 25 października 1952.
Z zespołem współpracowali też tacy wokaliści, jak: Włodzimierz Baltarowicz, Włodzimierz Bożyk, Tadeusz Jasłowski, Stanisław Wendeker, Józef Zubik oraz Stanisław Zych.
Po raz ostatni Chór Eryana wystąpił przed publicznością w sali koncertowej Filharmonii Narodowej w Warszawie 6 marca 1966.

## Dyskografia
- Chór Eryana (SP, Muza 1170)
- Chór Eryana (SP, Muza 1171)
- Chór Eryana (SP, Muza 1251)
- Chór Eryana (SP, Muza 1252)
- Chór Eryana (SP, Muza 1253)
- Chór Eryana (SP, Muza 1256)
- Chór Eryana: Piosenki-bajki dla dzieci (SP, Muza 1301)
- Chór Eryana (SP, Muza 1303)
- Chór Eryana (LP, Pronit XL 0762), 1971

## Najważniejsze piosenki
- „Chciałem”
- „Cztery małe krasnoludki”
- „Mikane”
- „Modna piosenka”
- „Nasze morze”
- „Trzej żołnierze”
- „Wiwat sport”